# 前期旧石器時代

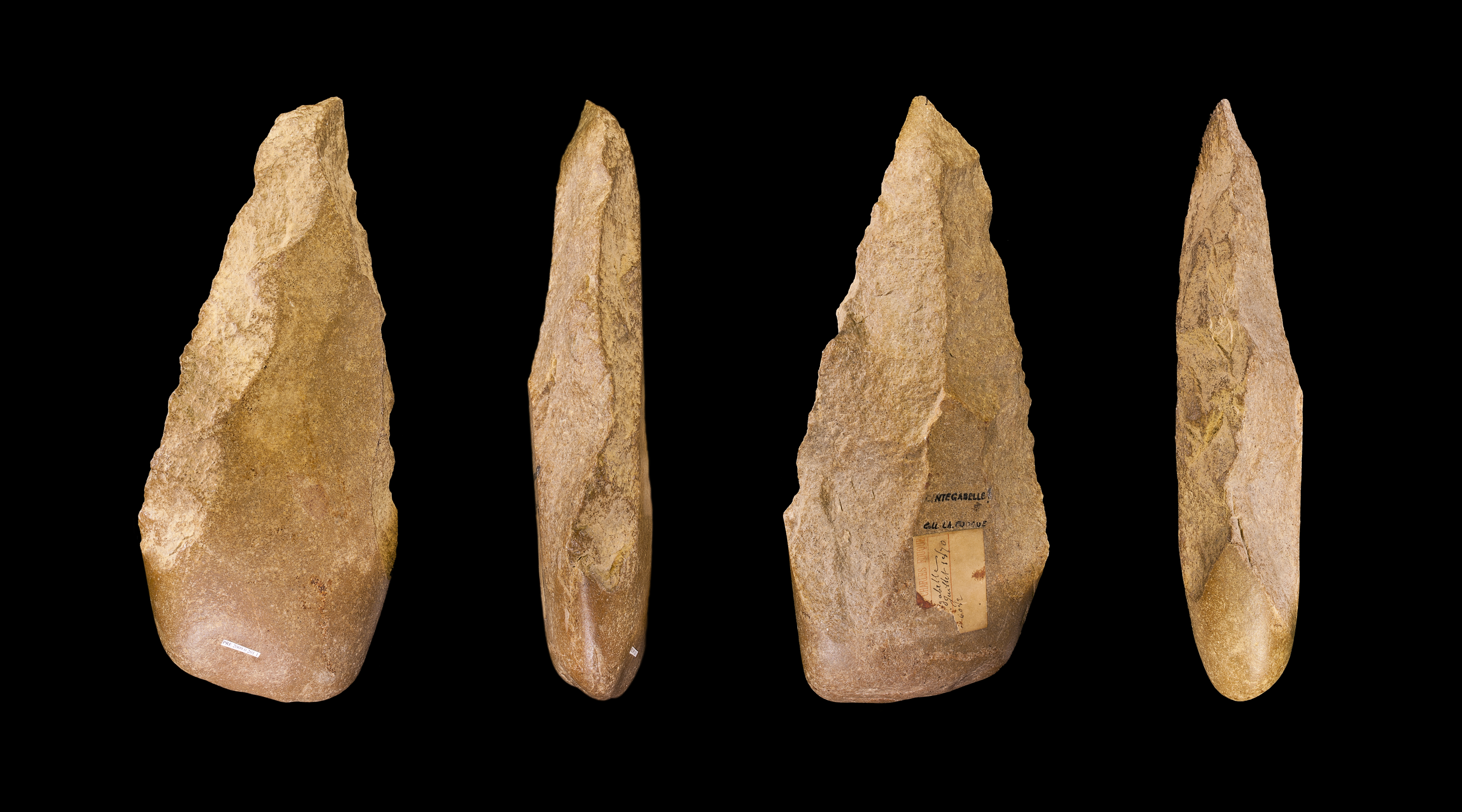
アシュールハンドアックス（4方向から撮影）

前期旧石器時代（Lower PaleolithicまたはLower Palaeolithic）は旧石器時代の最も早い時代区分である。ヒト属が石器を用いた最初の証拠が現在の考古資料に現れるおおよそ250万年前程からオルドワン石器（「様式1」）やアシュール石器（「様式2」）石器技術に彩られる30万年までの時代を指す。
アフリカでは、2011年にSonia Harmandらにより、ケニアトゥルカナ湖周辺のロメクイで、これまでに最も古い推定330万年前の石器が発見され、アフリカ考古学における前期石器時代の開始は更に50万年以上遡っている

。
なお、最も早い初期のヒト属による火の利用が前期旧石器時代に遡るのか中期旧石器時代に遡るのかは、いまだに疑問である。

## ジェラシアン
前期旧石器時代は東アフリカで約330万年前に世界で最も古い石器の出現と共に始まった。約250万年前のジェラシアン（前期更新世）は、（アウストラロピテクス・ガルヒのような）猿人から発展した可能性のあるヒト属（ホモ・ハビリス）の遺伝子の出現があった。この早期の遺伝子グループヒト属は、約250万年前から170万年前の約100万年に優位であったオルドワン石器や様式1の下で概要が説明できる原始的な石器を製造した。ホモ・ハビリスは死肉から肉を切り取ったり骨髄を抜き取る為に骨を破壊するのに石器を用いて主に腐肉食で生きていたと推定されている。
ヒト族のアウストラロピテクスの主にフルージヴォアや雑食から初期のヒト属の生活習慣を一掃する肉食への移行は、第四紀氷河期と関連する東アフリカの気候変動により説明されてきた。大洋性蒸発の減少により森林を犠牲にした乾燥化した気候とサバナの拡大が起きた。新たな食料源を探し出す一部の原始猿人を刺激する果物の獲得を減少させる事態は、乾燥化するサバナの環境下で起きた。デレク・ビッカートン（2009年）は（現在知覚に存在しないものに言及しながら）ヒト科全てに見出される単純な動物のコミュニケーションから転置する能力のある最初期のコミュニケーション形態への移行がこの時期にあったとし、大きな死肉を一掃する集団を「採用する」必要により刺激を与えられた。
ホモ・エレクトスは過渡期の変種ホモ・エルガステルを通じて約180万年前までに現れた。

## カラブリアン
ホモ・エレクトスは旧石器時代を通じて中石器時代に向けて優位を保つ狩猟採集社会を発展させながら腐肉あさりの社会から狩猟に移行した。狩猟採集の生活様式の新たな隙間の開放は、約60万年前までにホモ・ハイデルベルゲンシスの出現につながる数多の更なる行動や生理的な変更に駆り立てた。
ホモ・エレクトスはアフリカから移住し、ユーラシアを通じて広まった。マレーシアの石器は、183万年前までさかのぼる。1929年に発見された北京原人は、概ね70万年前のものである。
欧州では（アベヴィリアンとして欧州で知られる）オルドワン石器は、割く様式のクラクトニアンとハンドアックス様式のアシュールという二つの平行様式に分かれた。打ち砕く燧石用のルバロア技術は、この時期に発展した。
アフリカから欧州にかけての担体種は、疑いなくホモ・エレクトスであった。相対的に濃密に東南アジアで現れるバルカン半島を通じて南欧に広まったこの種の人間は、明らかに割く様式に関連している。中期旧石器時代の多くのムスティエ文化の発掘資料は、ネアンデルタール人がホモ・エレクトスから（または恐らくホモ・ハイデルベルゲンシス、下記参照）別れたことを示唆するルヴァロア技術を用いて割かれている。
イタリアのフォルリ近郊のモンテポッジオロは、180万年前から110万年前までさかのぼるアシュール湖岸地域のハンドアックス産業に位置する。

## チバニアン
約60万年前以降にアフリカでアシュール型石器の製造に関わったホモ・ハイデルベルゲンシスの出現は、後の約40万年前のホモ・ローデシエンシスやホモ・ケプラネンシスのような他の数多の旧人類の出現を予告している。ホモ・ハイデルベルゲンシスは初期の象徴的な言語形態を発展させた最初のヒト属の有力な候補である。
しかし、初期のヒト属による火の利用や葬祭の起源がこのアシュール文化まで遡るのかは未だ明らかになっていない。

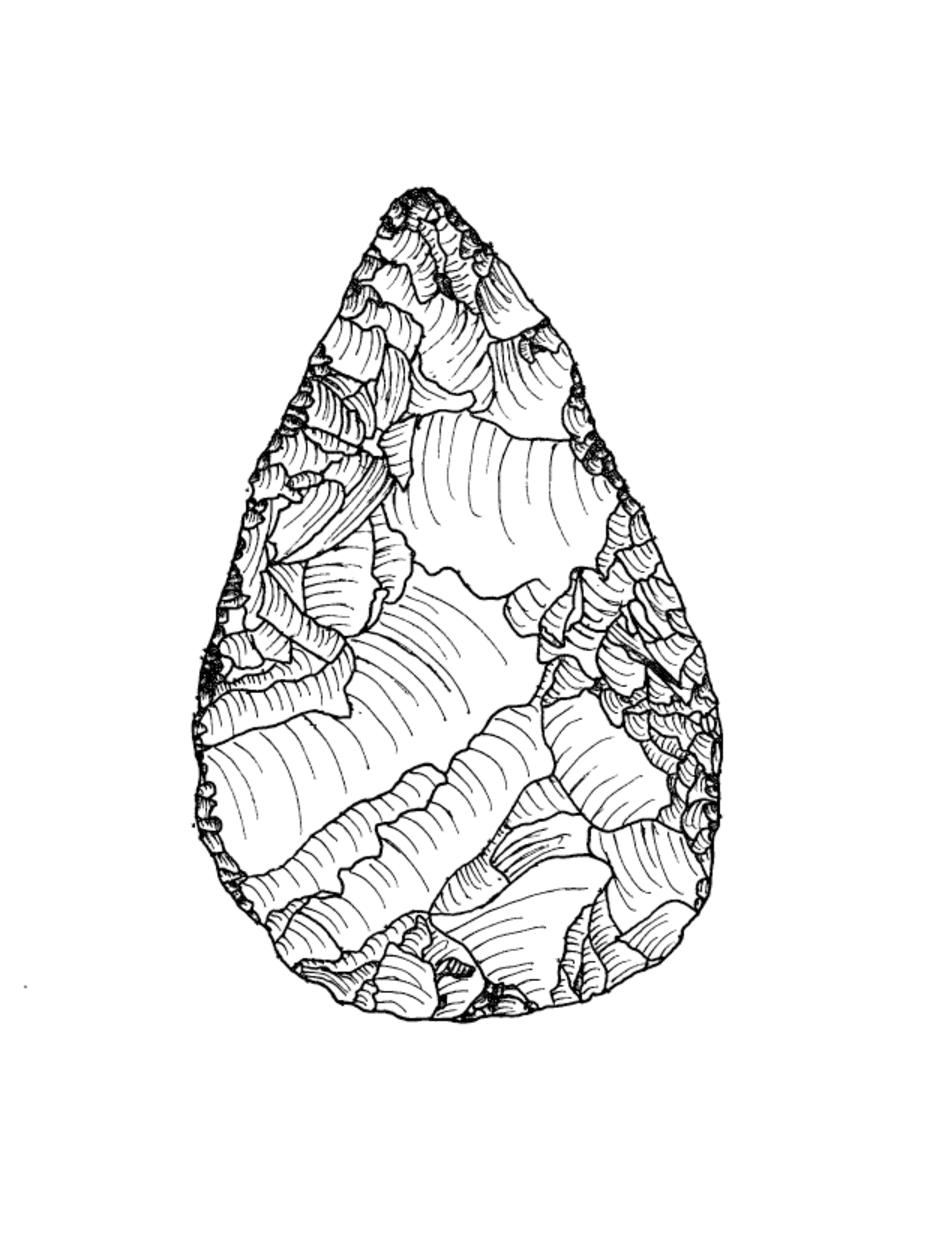
前期旧石器時代に発見されたアシューリアンハンドアックスのレプリカ絵。原石は黒曜石であり、石核の両側を刃に用いていた。

同じ時期に欧州でも、スワコンベやシュタインハイム、タウタヴェル、ヴェールテッセーレーシュで発見されたような化石により代表される「ホモ・パラエオフンガリクス」が現れ、ハンドアックス様式の起源をもち、ホモ・エレクトス等の旧人類とサピエンス属の間に介在する人類ではないかとの説もある。
しかし今日では、介在したのはホモ・ハイデルベルゲンシスであるとする説が有力である。

## 中期旧石器時代への移行
約30万年前から技術や社会構成、石核調整技法による石器や葬祭の最初期の例証、生計手段の狩猟採集社会への変更と共に更に複雑になったようである。モロッコのジェベルイルードで発見された化石から証明されるようにホモ・サピエンスは初めて約30万年前に現れている。

## 参照
1. 1 2  Harmand, Sonia (21 May 2015). “3.3-million-year-old stone tools from Lomekwi 3, West Turkana, Kenya”. Nature 521 (7552):  310–315. doi:10.1038/nature14464. PMID 25993961.
2. ↑  “Early Stone Age Tools”. What does it mean to be human?.   Smithsonian Institution (2014年9月29日). 2014年9月30日閲覧。
3. ↑  Barham, Lawrence; Mitchell, Peter (2008). The First Africans: African Archaeology from the Earliest Toolmakers to Most Recent Foragers. New York: Cambridge. pp. 16. ISBN 978-0-521-61265-4
4. ↑  “Lower Paleolithic”.   Dictionary com. 2016年12月30日閲覧。
5. ↑  Derek Bickerton, Adam's Tongue: How Humans Made Language, How Language Made Humans, New York: Hill and Wang 2009.
6. ↑  
マレーシアの科学者「東南アジア最古の」石器発見
7. ↑  “. Location of Acheulian handaxes industries (Mode 2) and... - study of Early and Lower Palaeolithic lithic industries. The most ancient European prehistoric sites, dated from 1.8 to 1.1 Ma, have been discovered in a variety of contexts: fl uvio- lacustrine (Dmanisi, Georgia; Orce, Spain), littoral (Monte Poggiolo, Italy)”.   researchgate. 2016年12月28日閲覧。
8. ↑  “World’s oldest Homo sapiens fossils found in Morocco” (英語). Science | AAAS. (2017年6月6日) 2018年5月4日閲覧。